# FC Tokyo 2002
Questa voce raccoglie le informazioni riguardanti il FC Tokyo nelle competizioni ufficiali della stagione 2002

## Stagione
Affidato all'inizio della stagione alla guida tecnica di Hiromi Hara, il FC Tokyo confermò i risultati della stagione precedente ottenendo una posizione di centroclassifica e uscendo nelle fasi preliminari della Coppa dell'Imperatore. Un miglioramento delle prestazioni si ebbe invece in Coppa di Lega, dove la squadra superò il girone preliminare per poi uscire ai quarti di finale.

## Divise e sponsor
Il fornitore tecnico Adidas conferma le divise della stagione precedente, mentre viene introdotto lo sponsor Eneos.
| Manica sinistra · Manica sinistra · Maglietta · Maglietta · Manica destra · Manica destra · Pantaloncini · Pantaloncini · Calzettoni | Manica sinistra · Manica sinistra · Maglietta · Maglietta · Manica destra · Manica destra · Pantaloncini · Pantaloncini · Calzettoni |

## Rosa
| N. |                     | Ruolo | Calciatore          |
| -- | ------------------- | ----- | ------------------- |
| 1  | Giappone (bandiera) | P     | Yōichi Doi          |
| 2  | Giappone (bandiera) | D     | Teruyuki Moniwa     |
| 3  | Brasile (bandiera)  | D     | Jean                |
| 4  | Giappone (bandiera) | D     | Mitsunori Yamao     |
| 4  | Brasile (bandiera)  | C     | Oliveira            |
| 5  | Giappone (bandiera) | C     | Takahiro Shimotaira |
| 6  | Giappone (bandiera) | D     | Takayuki Komine     |
| 7  | Giappone (bandiera) | C     | Satoru Asari        |
| 8  | Giappone (bandiera) | D     | Ryūji Fujiyama      |
| 9  | Giappone (bandiera) | A     | Kenji Fukuda        |
| 10 | Giappone (bandiera) | C     | Fumitake Miura      |
| 11 | Brasile (bandiera)  | A     | Amaral              |
| 13 | Giappone (bandiera) | A     | Mitsuhiro Toda      |
| 14 | Giappone (bandiera) | C     | Yukihiko Sato       |
| 15 | Giappone (bandiera) | D     | Tetsuya Itō         |
| 16 | Giappone (bandiera) | C     | Masashi Miyazawa    |
| 17 | Giappone (bandiera) | D     | Minoru Kobayashi    |
| 18 | Giappone (bandiera) | C     | Masatoshi Matsuda   |
| 19 | Brasile (bandiera)  | C     | Kelly               |

| N. |                          | Ruolo | Calciatore          |
| -- | ------------------------ | ----- | ------------------- |
| 20 | Giappone (bandiera)      | D     | Akira Kaji          |
| 21 | Giappone (bandiera)      | P     | Taishi Endo         |
| 22 | Giappone (bandiera)      | P     | Hideaki Ozawa       |
| 23 | Giappone (bandiera)      | C     | Tetsuhiro Kina      |
| 24 | Giappone (bandiera)      | C     | Masamitsu Kobayashi |
| 25 | Giappone (bandiera)      | C     | Daisuke Hoshi       |
| 26 | Giappone (bandiera)      | C     | Kazuyoshi Suwazono  |
| 26 | Giappone (bandiera)      | C     | Yoshirō Abe         |
| 27 | Giappone (bandiera)      | C     | Norio Suzuki        |
| 28 | Giappone (bandiera)      | C     | Keishi Otani        |
| 29 | Giappone (bandiera)      | D     | Kazuya Maeda        |
| 30 | Giappone (bandiera)      | C     | Yuta Baba           |
| 31 | Giappone (bandiera)      | P     | Kenichi Kondo       |
| 32 | Giappone (bandiera)      | D     | Hiroyuki Omata      |
| 33 | Corea del Sud (bandiera) | C     | Oh Jang-Eun         |
| 34 | Brasile (bandiera)       | C     | Marcelo Mattos      |
| 34 | Giappone (bandiera)      | C     | Kensuke Kagami      |
| 35 | Giappone (bandiera)      | P     | Hiroki Kobayashi    |
| 36 | Giappone (bandiera)      | C     | Naohiro Ishikawa    |

## Statistiche

### Statistiche di squadra
| Competizione           | Punti | Totale | Totale | Totale | Totale | Totale | Totale | DR |
| Competizione           | Punti | G      | V      | N      | P      | Gf     | Gs     | DR |
| ---------------------- | ----- | ------ | ------ | ------ | ------ | ------ | ------ | -- |
| J. League Division 1   | 41    | 30     | 13     | 2      | 15     | 43     | 46     | -3 |
| Coppa Yamazaki Nabisco | -     | 7      | 5      | 1      | 1      | 9      | 6      | +3 |
| Coppa dell'Imperatore  | -     | 1      | 0      | 0      | 1      | 3      | 4      | -1 |
| Totale                 | -     | 38     | 18     | 3      | 17     | 55     | 56     | -1 |

### Videografia
- FC Tokyo Stars 1999-2008 (FC東京 スターズ 1999-2008?) ASIN B002AR5O7U
- FC Tokyo 2002 Season Review (FC東京 2002シーズンレビュー?) ASIN B0000BHH8U